# 阿尔内·卡尔松 (帆船运动员)
阿尔内·卡尔松（瑞典語：Arne Karlsson，1936年3月23日—），瑞典男子帆船运动员。他曾代表瑞典参加1964年夏季奥林匹克运动会帆船比赛，联同拉尔斯·特恩和斯图雷·斯托克获得5.5米级银牌。